# Parafia św. Jana Chrzciciela w Przysietnicy
Parafia św. Jana Chrzciciela w Przysietnicy – parafia rzymskokatolicka, znajdująca się w diecezji tarnowskiej, w dekanacie Stary Sącz.